# 荣耀乒乓
荣耀乒乓（英語：Ping Pong）2021年中文的热血青春竞技剧, 由白敬亭和许魏洲主演。 是由程浩着手执导，爱奇艺出品，种梦传媒、五元文化及樂本文化联合出品。2021年3月9日，在爱奇艺迎来首播。 本剧入榜第32屆華鼎獎“中國電視劇滿意度調查百強榜單”。

## 故事大纲
一位努力型的乒乓球運動員徐坦（白敬亭飾演），在面對人生重要選擇的時刻，遇到了天才型的選手于克南（许魏洲飾演），兩人一起拼搏進入國家隊，一路奮戰相互扶持，最後一起獲得世界冠軍，講述了運動少年們以汗水為友、以兄弟為伴的熱血故事。

## 演员列表

### 领衔主演
| 演員   | 角色 | 介紹 |
| 白敬亭 | 徐坦 | 性格靦腆，從小在熱愛乒乓球的爺爺影響下，為強身健體開始學習乒乓球，後在面臨離開乒乓球隊時被伯樂發現，通過嚴格的技術、體能及心理指導，最終克服種種苦難與壓力，成為國家乒乓球隊裡技術全面的主力球員，最後成為隊長。 |
| 许魏洲 | 克南 | 性格容易自滿，桀驁不訓，從小跟隨前乒乓國手父親學習打球，自小立志成為世界冠軍，在乒乓道路上始終高歌猛進，自信又驕傲，被認為是天才型球員。有著打乒乓球的天賦，國家乒乓球隊成員。                                   |

### 其他演员
| 演員   | 角色   | 介紹                                                             |
| ------ | ------ | ---------------------------------------------------------------- |
| 万国鹏 | 刘石   | 原本為陪練小隊，後來成為國家乒乓球隊成員。                       |
| 邊一鳴 | 付競春 | 國家乒乓球隊成員，最後因傷退役。                                 |
| 劉之冰 | 雷誠   | 國家乒乓球隊教練，徐坦的指導教練兼恩師，最後離開國家隊。         |
| 虞朗   | 雷蕾   | 雷誠的女兒，徐坦的青梅竹馬。                                     |
| 方曉莉 | 祝美薇 | 雷蕾母親。                                                       |
| 王建新 | 騰彪   | 國家乒乓球隊教練，克南的指導教練。                               |
| 洪冰瑤 | 章采薇 | 國家乒乓球隊成員，克南的女朋友。                                 |
| 沈楠   | 王思衡 | 師範大學乒乓球校隊經理，徐坦的女朋友。                           |
| 菊麟   | 大劉   | 國家乒乓球隊體能教練。                                           |
| 高冬平 | 鄭浩   | 國家乒乓球隊教練，付競春的指導教練。                             |
| 徐僧   | 秦振   | 國家乒乓球隊教練，劉石的指導教練。                               |
| 趙成順 | 傅傳志 | 國家乒乓球隊教練。                                               |
| 秦藝嘉 | 肖珺   | 國家乒乓球隊成員，章采薇好友。                                   |
| 董成明 | 林昊之 | 乒乓球集訓隊成員，後來提早退訓，與徐坦在大學重逢。               |
| 張暘   | 方岳   | 國家乒乓球隊成員，後來成為國家乒乓球隊教練，徐坦後期的指導教練。 |
| 杜雙宇 | 馬川   | 國家乒乓球隊成員。                                               |
| 依莎   | 袁冉   | 國家乒乓球隊隊醫，劉石的女朋友。                                 |
| 唐嘉豪 | 冷毅   | 國家乒乓球隊成員。                                               |
| 孔琳   | 林滌   | 徐坦母親。                                                       |
| 郭秋成 | 徐展坤 | 徐坦父親。                                                       |

## 電視劇原聲帶
| 曲序 | 曲目                   |               | 作曲           | 演唱            |
| ---- | ---------------------- | ------------- | -------------- | --------------- |
| 1.   | 《榮耀乒乓》（主题曲） | 任雅静、李岩  | 任雅静、胡皓波 | 白敬亭，許魏洲  |
| 2.   | 《青春如你》（片尾曲） | 任雅静、吕晴  | 任雅静、刘苏毅 | UNINE           |
| 3.   | 《追夢時光》（插曲）   | 任雅静，李岩  | 任雅静，胡皓波 | 胡夏            |
| 4.   | 《一左一右》（插曲）   | 任雅静、李岩  | 任雅静、蓝天晓 | 白敬亭          |
| 5.   | 《彩虹弧线》（插曲）   | 史小鹏        | 史小鹏         | 許魏洲          |
| 6.   | 《我們十年》（插曲）   | 任雅静、孙伟  | 任雅静、孙伟   | GAI周延         |
| 7.   | 《熾熱少年》（插曲）   | GAI周延、老道 | GAI周延、老道  | GAI周延，許魏洲 |

## 生产
2018年11月在深圳開機，2019年5月正式殺青。

## 獎項與提名
| 年份 | 頒獎典禮                              | 獎項                         | 评论     | 結果 | 参考資料 |
| ---- | ------------------------------------- | ---------------------------- | -------- | ---- | -------- |
| 2021 | 第2屆融屏傳播盛典                     | 融屏活力演員                 | 白敬亭   | 獲獎 |          |
| 2021 | 32屆華鼎獎                            | 中國電視劇滿意度調查百強榜單 | 荣耀乒乓 | 上市 | [ 14 ]   |
| 2022 | Weibo Movie Night                     | Potential Actor of the Year  | 许魏洲   | 獲獎 | [ 15 ]   |
| 2022 | Weibo TV & Internet Video Summit 2022 | Breakout Actor of the Year   | 许魏洲   | 獲獎 | [ 16 ]   |

## 外部連結
- 荣耀乒乓的新浪微博
- 豆瓣电影上《荣耀乒乓》的資料 （简体中文）
- 互联网电影数据库（IMDb）上《荣耀乒乓》的资料（英文）